# Gare de Stabekk
La gare de Stabekk se trouve dans le quartier de Stabekk (en), commune de Bærum. La gare aujourd'hui est réservée au trafic local. Elle se situe à 8.99 km d'Oslo.